# Jean Huchon
Pour les articles homonymes, voir Huchon.
 (novembre 2023).
Si vous disposez d'ouvrages ou d'articles de référence ou si vous connaissez des sites web de qualité traitant du thème abordé ici, merci de compléter l'article en donnant les références utiles à sa vérifiabilité et en les liant à la section « Notes et références ».
Jean Huchon, né le 4 septembre 1928 à La Salle-et-Chapelle-Aubry et mort le 8 décembre 2009 à Cholet, est un homme politique centriste français.

## Biographie
Exploitant agricole, il est suppléant du député Maurice Ligot et le remplace comme député à l'Assemblée nationale en 1976 lorsque celui-ci devient secrétaire d'État à la Fonction publique dans le gouvernement de Raymond Barre et ce jusqu'à la fin de la législature en avril 1978. 
Il est élu maire de la Salle-et-Chapelle-Aubry en mars 1983, siège qu'il occupera pendant deux mandats, puis sénateur de Maine-et-Loire le 25 septembre de la même année, fonction qu'il exercera jusqu'en 2001.
Il est l'auteur du livre "Un peu de terre des Mauges au palais du Luxembourg", où il présente modestement, mais avec la passion qui le caractérisait, une vie remplie d'engagements jamais reniés, dans un contexte local que les lecteurs issus du même terroir parcourront avec plaisir et, peut-être, avec nostalgie. Dans cet ouvrage, il livre son analyse politique, au sens noble du terme, sur la France et sa place au sein d'une Europe qu'il souhaitait ardemment et dont il regrettait les péripéties fondatrices…
Depuis janvier 2011, une stèle à la mémoire de Jean Huchon est installée aux Minières, à La Salle-et-Chapelle-Aubry.

## Détail des fonctions et des mandats
Mandats parlementaires
- 28 septembre 1976 - 2 avril 1978 : député de Maine-et-Loire
  - En remplacement de Maurice Ligot, nommé secrétaire d'État dans le gouvernement Barre
- 25 septembre 1983 - 26 septembre 1992 : sénateur de Maine-et-Loire
- 27 septembre 1992 - 30 septembre 2001 : sénateur de Maine-et-Loire
  - Ne se représente pas lors des élections sénatoriales de 2001

Situation en fin de mandat au Sénat
- Membre de la commission des Affaires économiques et du Plan
- Membre du groupe de l'Union centriste

Mandats locaux
- mars 1983 - juin 1995 : maire de la Salle-et-Chapelle-Aubry
- janvier 1994 - 1995 : président de la communauté de communes du canton de Montrevault